# インドの国家元首一覧
インドの国家元首一覧（インドのこっかげんしゅいちらん、英語: List of heads of state of India）は、インドの元首一覧である。

## 歴代君主

### 奴隷王朝
1. クトゥブッディーン・アイバク（在位：1206年 - 1210年）
2. アーラーム・シャー（在位：1210年 - 1211年）
3. シャムスッディーン・イルトゥトゥミシュ（在位：1210年 - 1236年）
4. ルクヌッディーン・フィールーズ・シャー（在位：1236年）
5. ラズィーヤ（在位：1236年 - 1240年）
6. ムイズッディーン・バフラーム・シャー（在位：1240年 - 1242年）
7. アラー・ウッディーン・マスウード・シャー（在位：1242年 - 1246年）
8. ナーシルッディーン・マフムード・シャー（在位：1246年 - 1266年）
9. ギヤースッディーン・バルバン（在位：1266年 - 1287年）
10. ムイズッディーン・カイクバード（在位：1287年 - 1290年）
11. シャムスッディーン・カユーマルス（在位：1290年）

### ハルジー朝
1. ジャラールッディーン・フィールーズ・シャー（在位：1290年 - 1296年）
2. アラー・ウッディーン・ムハンマド・シャー（在位：1296年 - 1316年）
  - ルクヌッディーン・イブラーヒーム（在位：1296年）
3. クトゥブッディーン・ムバーラク・シャー（在位：1316年 - 1320年）
  - シハーブッディーン・ウマル（在位：1316年）

### トゥグルク朝
1. ギヤースッディーン・トゥグルク（在位：1320年 - 1325年）
2. ムハンマド・ビン・トゥグルク（在位：1325年 - 1351年）
3. フィールーズ・シャー・トゥグルク（在位：1351年 - 1388年）
4. ギヤースッディーン・トゥグルク2世（在位：1388年 - 1389年）
5. アブー・バクル・シャー（在位：1389年 - 1390年）
6. ナーシルッディーン・ムハンマド・シャー（在位：1390年 - 1394年）
7. アラー・ウッディーン・シカンダル・シャー（在位：1394年）
8. ナーシルッディーン・マフムード・シャー（在位：1394年 - 1413年）
  - ナーシルッディーン・ヌスラト・シャー（在位：1394年 - 1398年）
9. ダウラト・ハーン・ローディー（在位：1413年 - 1414年）

### サイイド朝
1. ヒズル・ハーン（在位 1414年 - 1421年）
2. ムバーラク・シャー（在位： 1421年 - 1434年）
3. ムハンマド・シャー（在位：1434年 - 1445年）
4. アラー・ウッディーン・アーラム・シャー（在位：1445年 - 1451年）

### ローディー朝
1. バフルール・ローディー（在位：1451年 - 1489年）
2. シカンダル・ローディー（在位：1489年 - 1517年）
3. イブラーヒーム・ローディー（在位：1517年 - 1526年）

## 一覧
| 代数   | 肖像 | 名前                                                        | 生年   | 在位                            | 没年   | 備考 |
| ------ | ---- | ----------------------------------------------------------- | ------ | ------------------------------- | ------ | --- |
| 初代   |      | バーブル بابر                                               | 1483年 | 1526年 - 1530年                 | 1530年 | パーニーパットの戦い ムガル帝国の建国                                                                           |
| 第2代  |      | フマーユーン ہمایوں                                         | 1508年 | 1530年 - 1540年 1555年 - 1556年 | 1556年 | スール朝による支配中断                                                                                          |
| 第3代  |      | アクバル اکبر اعظم                                          | 1542年 | 1556年 - 1605年                 | 1605年 | 第二次パーニーパットの戦い ラージプートとの同盟 ジズヤの廃止 ディーネ・イラーヒー（英語）の創始                 |
| 第4代  |      | ジャハーンギール جہانگیر                                    | 1569年 | 1605年 - 1627年                 | 1627年 | 第一次ムガル・サファヴィー戦争（英語）                                                                          |
| 第5代  |      | シャー・ジャハーン شاہ جہان اعظم                            | 1592年 | 1627年 - 1658年                 | 1666年 | 第二次ムガル・サファヴィー戦争（英語） タージ・マハルの建設                                                     |
| 第6代  |      | アウラングゼーブ （アーラムギール） عالمگیر                 | 1618年 | 1658年 - 1707年                 | 1707年 | シヴァージーの反抗 ヒンドゥー教への弾圧 ジズヤの復活 デカン戦争 帝国の領土最大                                  |
| 第7代  |      | バハードゥル・シャー1世 （シャー・アーラム） بہادر شاہ      | 1643年 | 1707年 - 1712年                 | 1712年 | |
| 第8代  |      | ジャハーンダール・シャー جہاندار شاہ                        | 1661年 | 1712年 年– 1713年               | 1713年 | ズルフィカール・ハーンによる改革（ジズヤの廃止など）                                                            |
| 第9代  |      | ファッルフシヤル فرخ سیر                                    | 1685年 | 1713年 - 1719年                 | 1719年 | サイイド兄弟による政治                                                                                          |
| 第10代 |      | ラフィー・ウッダラジャート رفیع اُد درجات                    | 1699年 | 1719年                          | 1719年 | |
| 第11代 |      | ラフィー・ウッダウラ （シャー・ジャハーン2世） شاہ جہاں دوم | 1696年 | 1719年                          | 1719年 | |
| 第12代 |      | ムハンマド・シャー محمد شاہ                                 | 1702年 | 1719年 - 1748年                 | 1748年 | サイイド兄弟の排除 宰相・諸州の太守独立 マラーター王国によるデリー攻撃 ナーディル・シャーによるデリー略奪・破壊 |
| 第13代 |      | アフマド・シャー احمد شاہ بہادر                             | 1725年 | 1748年 - 1754年                 | 1775年 | |
| 第14代 |      | アーラムギール2世 عالمگیر دوم                               | 1699年 | 1754年 - 1759年                 | 1759年 | |
| 第15代 |      | シャー・アーラム2世 شاہ عالم دوم                            | 1728年 | 1759年 - 1806年                 | 1806年 | 第三次パーニーパットの戦い ブクサールの戦い 第二次マイソール戦争 イギリスの保護下に入る                         |
| 第16代 |      | アクバル2世 اکبر شاہ دوم                                    | 1760年 | 1806年 - 1837年                 | 1837年 | |
| 第17代 |      | バハードゥル・シャー2世 بہادر شاہ دوم                       | 1775年 | 1837年 - 1858年                 | 1862年 | インド大反乱によりビルマへ追放 ムガル帝国の滅亡                                                                 |

## 概要
1947年のインド独立当時、総督が元首職に相当し、1950年1月26日にこれに代わる大統領職が設置された。

## 元首の一覧
| イギリス領インド帝国 (1858-1947) |                                                               |              |                                |                                |                                |              |                                     |          |                                      |
| 代                               | 皇帝                                                          | 皇帝         | 出身家                         | 在位期間                       | 在位期間                       | 在位期間     | 備考                                |          |                                      |
| 001                              | ヴィクトリア女王 Victoria                                     |              | ハノーヴァー家                 | 1876年5月1日 - 1901年1月22日   | 1876年5月1日 - 1901年1月22日   | 24年 + 266日 |                                     |          |                                      |
| 002                              | エドワード7世 Edward VII                                      |              | ザクセン＝コーブルク＝ゴータ家 | 1901年1月22日 - 1910年5月6日   | 1901年1月22日 - 1910年5月6日   | 9年 + 104日  |                                     |          |                                      |
| 003                              | ジョージ5世 George V                                          |              | ザクセン＝コーブルク＝ゴータ家 | 1910年5月6日 - 1917年7月17日   | 1910年5月6日 - 1917年7月17日   | 25年 + 259日 |                                     |          |                                      |
| 003                              | ジョージ5世 George V                                          | ウィンザー家 | 1917年7月17日 - 1936年1月20日  | 1917年7月17日 - 1936年1月20日  | 家名改称                       | 25年 + 259日 |                                     |          |                                      |
| 004                              | エドワード8世 Edward VIII                                     |              | ウィンザー家                   | 1936年1月20日 - 1936年12月11日 | 1936年1月20日 - 1936年12月11日 | 326日        | 退位                                |          |                                      |
| 005                              | ジョージ6世 George VI                                         |              | ウィンザー家                   | 1936年12月11日 - 1947年8月15日 | 1936年12月11日 - 1947年8月15日 | 10年 + 247日 |                                     |          |                                      |
| インド連邦 (1947-1950)           |                                                               |              |                                |                                |                                |              |                                     |          |                                      |
| 代                               | 国王                                                          | 国王         | 出身家                         | 在任期間                       | 在任期間                       | 在任期間     | 備考                                |          |                                      |
| 001                              | ジョージ6世 George VI                                         |              | ウィンザー家                   | 1947年8月15日 - 1950年1月26日  | 1947年8月15日 - 1950年1月26日  | 2年 + 164日  | 廃位                                |          |                                      |
| インド共和国 (1950-現在)         |                                                               |              |                                |                                |                                |              |                                     |          |                                      |
| 代                               | 大統領                                                        | 大統領       | 所属政党                       | 期                             | 在任期間                       | 在任期間     | 備考                                | 副大統領 | 副大統領                             |
| 001                              | ラージェーンドラ・プラサード Rajendra Prasad                  |              | インド国民会議 （INC）         | 1                              | 1950年1月26日 - 1957年         | 12年 + 107日 |                                     |          | サルヴパッリー・ラーダークリシュナン |
| 001                              | ラージェーンドラ・プラサード Rajendra Prasad                  | 2            | インド国民会議 （INC）         | 1957年 - 1962年5月13日         |                                | 12年 + 107日 |                                     |          | サルヴパッリー・ラーダークリシュナン |
| 002                              | サルヴパッリー・ラーダークリシュナン Sarvepalli Radhakrishnan |              | 無所属                         | 3                              | 1962年5月13日 - 1967年5月13日  | 5年 + 0日    |                                     |          | ザーキル・フセイン                   |
| 003                              | ザーキル・フセイン Zakir Husain                               |              | 無所属                         | 4                              | 1967年5月13日 - 1969年5月3日   | 1年 + 355日  | 在任中に死去                        |          | ヴァラーハギリ・ヴェンカタ・ギリ     |
| 00－                             | ヴァラーハギリ・ヴェンカタ・ギリ Varahagiri Venkata Giri      |              | 無所属                         | 4                              | 1969年5月3日 - 1969年7月20日   | 78日         | 大統領代行 （副大統領）在任中に辞任 |          | （ヴァラーハギリ・ヴェンカタ・ギリ） |
| 00－                             | ムハンマド・ヒダーヤトゥッラー Mohammad Hidayatullah          |              | 無所属                         | 4                              | 1969年7月20日 - 1969年8月24日  | 35日         | 大統領代行 （最高裁判所長官）       |          | （不在）                             |
| 004                              | ヴァラーハギリ・ヴェンカタ・ギリ Varahagiri Venkata Giri      |              | 無所属                         | 5                              | 1969年8月24日 - 1974年8月24日  | 5年 + 0日    |                                     |          | ゴパール・スワラップ・パタック       |
| 005                              | ファフルッディーン・アリー・アフマド Fakhruddin Ali Ahmed     |              | インド国民会議 （INC）         | 6                              | 1974年8月24日 - 1977年2月11日  | 2年 + 171日  | 在任中に死去                        |          | バサッパ・ダーナッパ・ジャッティ     |
| 00－                             | バサッパ・ダーナッパ・ジャッティ Basappa Danappa Jatti        |              | インド国民会議 （INC）         | 6                              | 1977年2月11日 - 1977年7月25日  | 164日        | 大統領代行 （副大統領）             |          | （バサッパ・ダーナッパ・ジャッティ） |
| 006                              | ニーラム・サンジーヴァ・レッディ Neelam Sanjiva Reddy         |              | ジャナタ党 （JP）              | 7                              | 1977年7月25日 - 1982年7月25日  | 5年 + 0日    |                                     |          | ムハンマド・ヒダーヤトゥッラー       |
| 007                              | ギャーニー・ジャイル・シン Giani Zail Singh                   |              | インド国民会議 （INC）         | 8                              | 1982年7月25日 - 1987年7月25日  | 5年 + 0日    |                                     |          | ラーマスワーミ・ヴェンカタラマン     |
| 008                              | ラーマスワーミ・ヴェンカタラマン Ramaswamy Venkata Raman      |              | インド国民会議 （INC）         | 9                              | 1987年7月25日 - 1992年7月25日  | 5年 + 0日    |                                     |          | シャンカルダヤール・シャルマー       |
| 009                              | シャンカルダヤール・シャルマー Shankar Dayal Sharma           |              | インド国民会議 （INC）         | 10                             | 1992年7月25日 - 1997年7月25日  | 5年 + 0日    |                                     |          | コチェリル・ラーマン・ナラヤナン     |
| 010                              | コチェリル・ラーマン・ナラヤナン Kocheril Raman Narayanan     |              | インド国民会議 （INC）         | 11                             | 1997年7月25日 - 2002年7月25日  | 5年 + 0日    |                                     |          | クリシャン・カント                   |
| 011                              | アブドゥル・カラーム Abdul Kalam                              |              | 無所属                         | 12                             | 2002年7月25日 - 2007年7月25日  | 5年 + 0日    |                                     |          | バイローン・シン・シェーカーワト     |
| 012                              | プラティバ・パティル Pratibha Devisingh Patil                 |              | インド国民会議 （INC）         | 13                             | 2007年7月25日 - 2012年7月25日  | 5年 + 0日    |                                     |          | モハンマド・ハーミド・アンサーリー   |
| 013                              | プラナブ・ムカルジー Pranab Kumar Mukherjee                   |              | インド国民会議 （INC）         | 14                             | 2012年7月25日 - 2017年7月25日  | 5年 + 0日    |                                     |          | モハンマド・ハーミド・アンサーリー   |
| 014                              | ラーム・ナート・コーヴィンド Ram Nath Kovind                  |              | インド人民党 （BJP）           | 15                             | 2017年7月25日 - 2022年7月25日  | 5年 + 0日    |                                     |          | ヴェンカイア・ナイドゥ               |
| 015                              | ドラウパディ・ムルム Droupadi Murmu                           |              | インド人民党 （BJP）           | 16                             | 2022年7月25日 - （現在）       | 2年 + 347日  |                                     |          | ジャグディープ・ダンカール           |